# VI Inspekcja Armii Cesarstwa Niemieckiego
VI Inspekcja Armii Cesarstwa Niemieckiego (niem. VI. Armeeinspektion) – jedna z inspekcji armii Cesarstwa Niemieckiego.

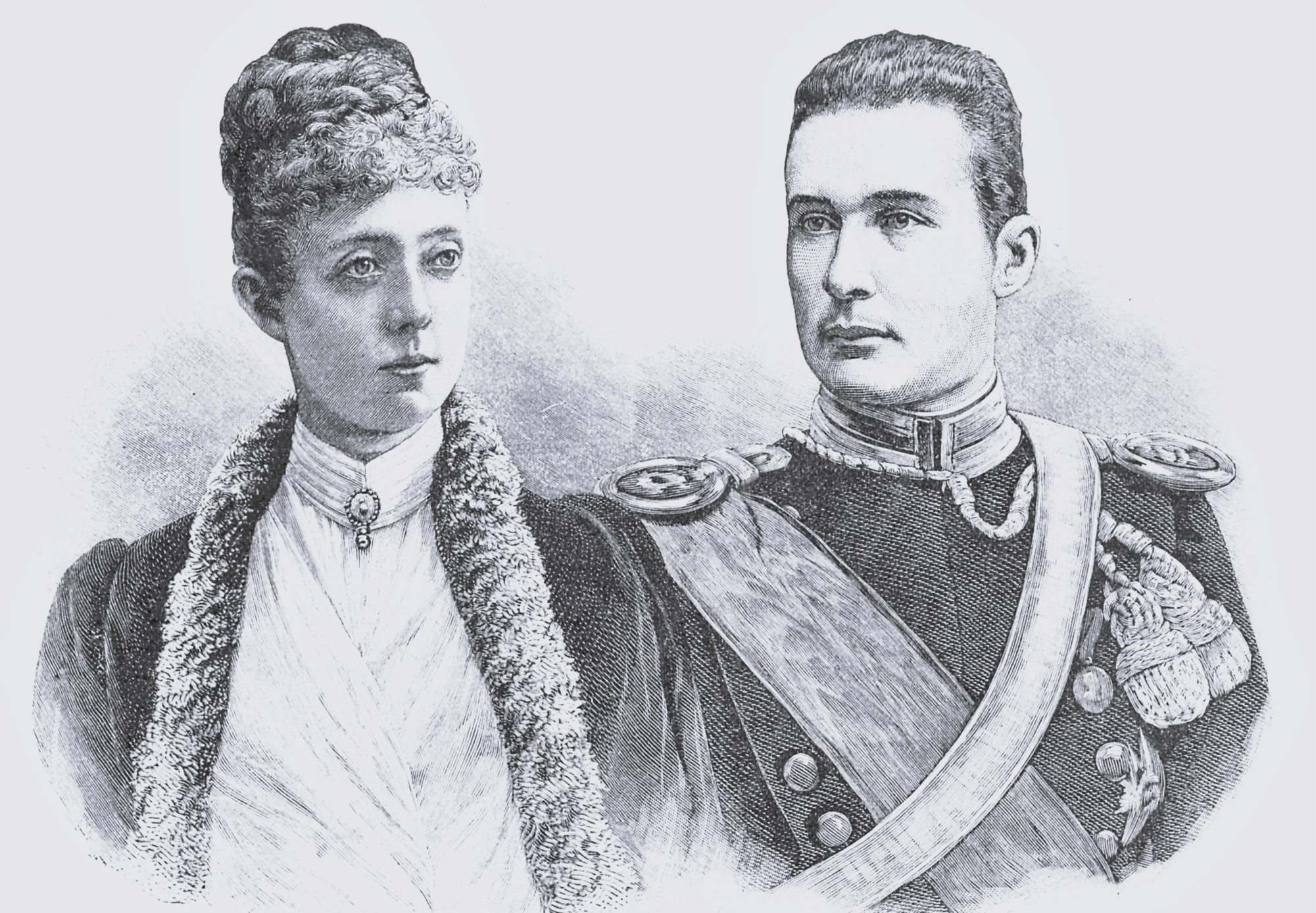
Albrecht Wirtemberski (po prawej)

## Stan na rok 1914
- Generalny Inspektor: Generaloberst Albrecht Wirtemberski
- Miejsce stacjonowania: Stuttgart
- Podległe korpusy armijne:
  - IV Korpus Armijny – Magdeburg
  - XI Korpus Armijny – Kassel
  - XIII Królewsko-Wirtemberski Korpus Armijny – Stuttgart